# 西郷重員
西郷 重員（さいごう しげかず）は、江戸時代前期の安房国東条藩の世嗣。通称は主殿。

## 略歴
2代藩主・西郷延員の長男として誕生。母は正室、能見松平重則の娘。
東条藩嫡子として生まれたが、家督を継ぐことなく延宝6年（1678年）に早世した。当初は後継ぎとされていた弟の采女（西郷行員）は寛文9年6月20日（1669年7月17日））の時点で亡くなっており、その下の弟である熊之助（西郷氏員）が父の後継に定められた。